# Huis Laar
Het Huis Laar was een kasteel in het Nederlandse dorp Laar, provincie Limburg. De kasteelboerderij is behouden gebleven en is een gemeentelijk monument.

## Geschiedenis
In 1262 was Gerard van Scheringen beleend met het goed Laar, een leen van de abdij Kloosterrade. Gerard legde op dat moment een conflict bij met de abt van Kloosterrade.
In 1383 werd ridder Gerard van Retersbeek met Laar beleend. Ondanks dat Laar tot eind 18e eeuw een leen van de abdij bleef, vond de belening toen plaats bij het leenhof van Valkenburg. De latere beleningen werden weer vanuit Kloosterrade gedaan. De familie Van Retersbeek behield Laar tot 1579, toen de echtelieden Wynand van Retersbeek en Catharina van Dobbelstein kinderloos waren overleden. Rondom de erfenis ontstonden problemen.
Dirk van Agris kreeg Laar rond 1600 via de familie Van Dobbelstein in handen. Jonkheer Reinier van Agris - die vóór 1638 het Huis Laar in bezit had gekregen - liet het na aan zijn dochter Anna. Het huis verkeerde toen in een vervallen staat. Tevens had Reinier het huis belast met zware hypotheken.
In de 18e eeuw kwam Laar in handen van de familie Van Gronsveld tot Nijvelstein. Van het landgoed was op het einde van die eeuw weinig meer over: het kasteel was verdwenen en de landerijen waren deels verkocht. Wat restte waren de grachten en de pachthoeve.
In de eerste helft van de 19e eeuw werd de pachthoeve door de familie L'Ortye vernieuwd. In 1865 kocht de familie Drummen de boerderij.

## Beschrijving
Er is niets bekend over het uiterlijk van Huis Laar. Vermoedelijk was het een omgracht huis, met een voorhof en een pachtboerderij. Op kaarten uit begin 19e eeuw staan alleen nog de boerderij en restanten van de grachten weergegeven.
De huidige boerderij heeft een kern die stamt uit de jaren 1540-1560 en gevels uit 1780. Oorspronkelijk stonden de gebouwen in een U-vorm die gericht was op het kasteel. Deze oriëntatie werd later gewijzigd en de boerderij veranderde uiteindelijk in een gesloten hoeve rondom een binnenplaats. Anno 2023 is er een restaurant in de hoeve gevestigd.
Een Naamse steen met gotische versieringen uit circa 1500 is het enige dat is overgebleven van Huis Laar.
Aerwinkel · Kasteel Afferden · Aldt Huys · Aldenborgh · Kasteel Aldenghoor · Aldenhoven · Alte Burg · Kasteel Amstenrade · Slot Annendael · Kasteel Arcen · Baersdonck · Bakvliet · Baronsberg · Baxhof · Beegden ·  Benzenrade · Kasteel De Berckt · Kasteel Bethlehem · Beusdaelshof · Binsfeld · Huis Blankenberg · Kasteel Bleijenbeek · Blitterswijck · Boerlo · Bolberg · Bollenberg · Kasteel De Bongard · Borggraaf · Kasteel d'Erp · Kasteel Borggraaf · Kasteel Borgharen · Kasteel Born · Huis Bree · Breust · Kasteel Broekhuizen · Broekhuizen · Gracht Burggraaf · Kasteel De Burght · Kasteel Cartils · Cloppenburg (Oost-Maarland) · Kasteel Cortenbach · Huis De Dael · Dammerscheid · Kasteel De Bockenhof · De Donck (Sevenum) · De Donck (Swolgen) · De Dorth ·  Huis ten Dijcken · Kasteel Doenrade · De Doom · Douve · Douvenrade · De Dries · Kasteel Erenstein · Kasteel Eijsden · Eijsden · Einrade · Kasteel Elsloo · Ensenbroek · Eperhuis · Etzenraderhuuske · Exaten · Kasteel Eijckholt · Kasteel Eyckholt · Eys · Gastendonck · Kasteel Genbroek · Gebroken Slot · Kasteel Geijsteren · Kasteel Op Genhoes · Kasteel Genhoes · Genneperhuis · Kasteel Het Geudje · Kasteel Geulle · Kasteel Geusselt · Geijsteren · Gen Heck · Ghoor · Kasteel Goedenraad · Kasteel Grasbroek · Kasteel Groenendaal · Groethof · Groot Paarlo · Kasteel van Gronsveld · De Gun ·Kasteel Haeren · Kasteel Den Halder · Heerlaer · Heeze · Heijen · 's-Herenanstel · Kasteel Hillenraad · Kasteel Hoensbroek · Hoenshuis · Holstrate · Holtmühle · Huize Holtum · Kasteel Horn · De Horst · Huys ter Horst · Ten Hove (Grathem) · Ten Hove (Panningen) · Huis Brias · Huis Darth ·  Kasteel Hurpesch · Kasteel Sint-Jansgeleen · Kasteel Jerusalem · Kasteel Kaldenbroek · Den Kamp · Kasteel Karsveld · Kasteel Keverberg · Klein Paarlo · Klimmender Huuske · De Kolck · Koppelberg · Laar · Landsfort · Kasteel Lemiers · Kasteelruïne Lichtenberg · Kasteel Limbricht · Lonesteyn · Huize Lovendael · Mazenburg · Kasteel van Meerlo · Kasteel Meerssenhoven · Meezenbroek · Kasteel van Mheer · Middelaar · Kasteel Millen · Kasteel Montfort · Movert · Mulrode · De Munt · Château Neercanne · Kasteel Neubourg · Nienghoor · Huis Nierhoven · Kasteel Nieuwenbroeck · Nije Huys · Kasteel Nijenborgh · Kasteel Nijswiller · Nijthuysen · Kasteel Obbicht · Oedenrade · Kasteel Ooijen · Kasteel Oost (Valkenburg) · Kasteel Oost (Oost-Maarland) · Kasteel Ouborg · Overen · Kasteel Passarts-Nieuwenhagen · Prickenis · Prinsenhof · Puth · De Putting · Raath · De Raay · Ravenhof · Kasteel Reijmersbeek · Kasteel van Rijckholt · Kasteel Rivieren · Rodenbroek · Rosendaal · Kasteel Schaesberg · Kasteel Schaloen · Te Scharen · Schenkenburg · Kasteel Scheres · De Spijker (Geijsteren) · De Spijker (Leeuwen) · Huis Severen · Sibberhuuske · Château St. Gerlach · Spraland · Huis De Spyker · Huize Stalberg · Stalberg (Wellerlooi) · De Steeg · Kasteel Stein · Steinhagen · Steenen Huis · Stoel van Swentibold · Strijthagen (Landgraaf) · Strijthagen (Welten) · Struyver · Kasteel Terborgh · Terlinden (Wijnandsrade) · Terveurdt · Ter Weyer · Kasteel Ter Worm · De Tombe · Huis De Torentjes · Triest · Trippaert · Kasteel Vaalsbroek · Kasteel Vaeshartelt · Valkenburg · Vliek · De Vroenhof · Vrijburg · Kasteel Wambach · Warenberg · Well · Weyershof ·  Wijlre · Kasteel Wijnandsrade · Wijnandsrade · Wijnantshof · Wissegracht · Huize Witham · Kasteel Wittem · Wolfrath · Wylre